# 科阿拉兹 (滨海阿尔卑斯省)
科阿拉兹（法語：Coaraze，法語發音：[kɔaʁaz]）是法国滨海阿尔卑斯省的一个市镇，属于尼斯区。

## 地理
科阿拉兹（43°51'51"N, 7°17'42"E）面积17.14 平方千米，位于法国普罗旺斯-阿尔卑斯-蓝色海岸大区滨海阿尔卑斯省，该省份为法国东南部沿海省份，南濒地中海，西南至瓦尔省，西北接上普罗旺斯阿尔卑斯省，北部和东部与意大利接壤。
与科阿拉兹接壤的市镇（或旧市镇、城区）包括：邦代然、贝尔莱萨尔普、孔特、迪拉尼斯、勒旺斯、吕塞拉姆。

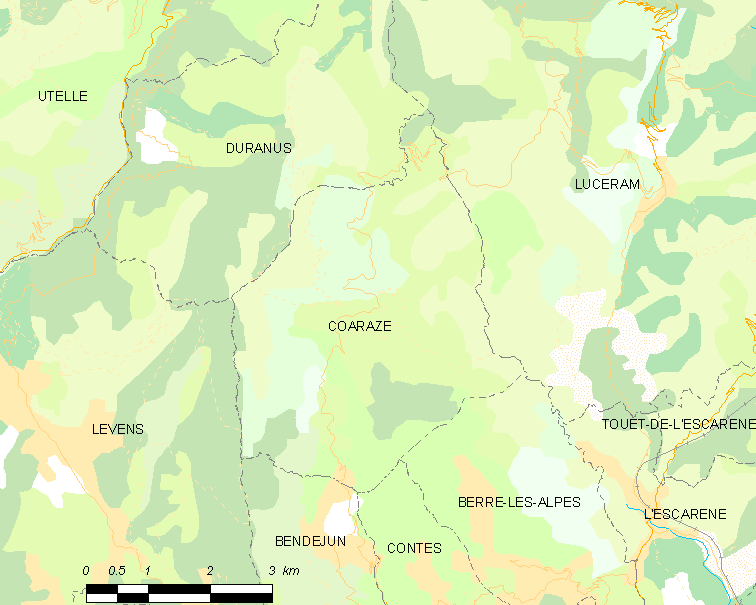
的OSM定位图

科阿拉兹的时区为UTC+01:00、UTC+02:00（夏令时）。

## 行政
科阿拉兹的邮政编码为06390，INSEE市镇编码为06043。

## 政治
科阿拉兹所属的省级选区为孔特县。

## 人口

1962-2008年间人口变化图示

科阿拉兹于2022年1月1日时的人口数量为822人。